# Кинг, Дуэйн
Дуэйн Кинг (англ. Dwayne King), также известный как Ди Джей Кинг (англ. D. J. King; род. 27 июня 1984, Медоу-Лейк, Канада) — канадский профессиональный хоккеист. Брат хоккеиста Дуайта Кинга.

## Биография
В профессиональном хоккее Дуэйн Кинг дебютировал в сезоне 2000/01 за команду «Бердис Блекхокс» из хоккейной лиги Саскачевана. С 2001 по 2004 год являлся игроком хоккейного клуба «Летбридж Харрикейнз», выступающего в Западной хоккейной лиге, в сезоне 2003/04 также выступал за команду этой же лиги «Келоуна Рокетс». всего в Западной хоккейной лиге провёл 204 матча, забросило 40 шайб и отдал 54 голевые передачи. В 2002 году на драфте НХЛ был выбран хоккейным клубом «Сент-Луис Блюз».
С 2004 по 2007 год выступал за клубы Американской хоккейной лиги «Вустер АйсКэтс» и «Пеория Ривермен». В сезоне 2006/07 дебютировал за «Сент-Луис» в НХЛ, первый матч провёл 5 октября 2006 года против «Сан-Хосе Шаркс». 4 апреля 2007 года забросил первую шайбу в НХЛ в ворота Кёртиса Джозефа в матче против «Финикса». Первый сезон в НХЛ Дуэйн завершил с 27 матчами в активе, с 2 набранными очками и 52 минутами штрафного времени.
В сезоне 2007/08 провёл 61 матч, где забросил 3 шайбы и отдал 3 голевые передачи. В сезоне 2008/09 сыграл только один матч, почти весь сезон пропустив из-за травмы плеча. В сезоне 2009/10 вновь вернулся на лёд, но 24 октября во время матча с «Далласом» в драке с Крисом Барчем сломал себе руку, и вновь выбыл на несколько месяцев. Всего в этом сезоне Дуэйн сыграл 12 матчей, очков за результативность не набрал.
28 июля 2010 года Ди Джей Кинг продлил контракт с «Блюз» на два года, для того, чтобы облегчить обмен с «Вашингтоном» на Стефана Делла Ровере.
В составе «Вашингтона» Кинг провёл 2 сезона: в сезоне 2010/11 сыграл 16 матчей, дважды отличился голевой передачей, в сезоне 2011/12 провёл 1 матч, очков за результативность не набрал. Также в этом сезоне Кинг сыграл 29 матчей в Американской хоккейной лиге за «Херши Беарз». 20 февраля 2013 года в качестве свободного агента подписал контракт с хоккейным клубом лиги Восточного побережья «Онтарио Реджин». После сезона 2012/13 завершил карьеру хоккеиста.